# New Albany (Kansas)
New Albany è un comune (city) degli Stati Uniti d'America della contea di Wilson nello Stato del Kansas. La popolazione era di 56 persone al censimento del 2010.

## Geografia fisica
New Albany è situata a 37°34′04″N 95°56′22″W (37.567805, -95.939453).
Secondo lo United States Census Bureau, ha un'area totale di 0.23 miglia quadrate (0.60 km²).

## Storia
New Albany è stata fondata nel 1866. Essa prende il nome dalla città di New Albany nell'Indiana.
Il primo ufficio postale a New Albany è stato creato nel maggio 1866.

## Società

### Evoluzione demografica
Secondo il censimento del 2010, c'erano 56 persone.

### Etnie e minoranze straniere
Secondo il censimento del 2010, la composizione etnica della città era formata dal 96,4% di bianchi e il 3,6% di due o più etnie. Ispanici o latinos di qualunque razza erano il 7,1% della popolazione.